# I nattens hede
I nattens hede er en socialrealistisk drama/krimi fra 1967. Filmen er baseret af romanen af samme navn skrevet af John Ball. Filmen takler racisme mod afro-amerikanere i USA. Den var et vigtigt indspark i borgerrettighedsbevægelsen.

## Plot
Den sorte betjent Virgil Tibbs er taget til sydstaterne for at besøge sin mor. Da en lokal rigmand bliver myrdet, bliver han arresteret alene på baggrund af sin hudfarve. Efterfølgende tvinges Tibbs til at blive og hjælpe med opklaringen. Det er ikke nemt for intet er tilsyneladende som det synes i den racistiske provinsby.

## Rollebesætning
| Sidney Poitier    | Virgil Tibbs              |
| Rod Steiger       | Politichef Bill Gillespie |
| Warren Oates      | Sam Wood                  |
| Lee Grant         | Mrs Leslie Colbert        |
| Larry Gates       | Eric Endicott             |
| James Pattersona  | Lloyd Purdy               |
| William Schallert | Webb Schubert             |
| Beah Richards     | Mama Caleba               |
| Peter Whitney     | George Courtney           |
| Kermit Murdock    | H.E. Henderson            |
| Larry D. Mann     | Watkins                   |
| Matt Clark        | Packy Harrison            |
| Arthur Malet      | Ted Ulam                  |
| Fred Stewart      | Dr Stuart                 |
| Quentin Dean      | Delores Purdy             |
| Scott Wilson      | Harvey Oberst             |